# Downsizing
Downsizing (englisch Verkleinerung, Verringerung, Abbau, Gesundschrumpfung) bedeutet eine Verkleinerung technischer Größen (zum Beispiel Gewicht, Hubraum etc.) bei gleicher oder ähnlicher Leistungsfähigkeit. Hierdurch sinkt der Energieverbrauch. Am häufigsten wird der Begriff in den letzten Jahren im Zusammenhang mit Fahrzeugmotoren verwendet, daneben auch im Immobilienbereich (siehe auch Small House Movement).
Als Auslöser für Downsizing werden technische Fortschritte sowie steigende Energie- und Rohstoffpreise genannt. Hersteller versuchen durch Downsizing ihre Marktposition zu verbessern.

## Geschichte
Ende der 1970er Jahre wurden bei Audi mit dem Audi 200 erstmals größere sechs Zylinder – wie sie bei der Konkurrenz eingesetzt wurden – durch kleinere abgasaufgeladene Fünf-Zylinder-Motoren ersetzt. Der Audi Sport quattro S1 holte bei der Rallye-Weltmeisterschaft 1984 beide Siege.

## Automobilindustrie

### Wirkungsprinzip
Das bekannteste Downsizing in der Automobilindustrie besteht darin, zur Effizienzsteigerung einerseits den Hubraum der Verbrennungsmotoren zu verringern, gleichzeitig aber die spezifische Hubraumleistung so weit zu erhöhen, dass diese Downsizing-Motoren in etwa die gleiche Leistung haben wie die hubraumstärkeren Motoren vorher. Die Leistung wird meist durch mehrere Maßnahmen gesteigert, zum Beispiel
- Aufladung des Motors, oft auch mit Verwendung aufwändigerer Ladertechnik (zum Beispiel mit verstellbaren Leitschaufeln an der Turbine oder Registeraufladung), wodurch bei geringeren Drehzahlen höhere Leistungen ermöglicht werden.
- Verbesserungen der Motorsteuerung
- Verringerung der inneren Reibung durch reibungsärmere Werkstoffpaarungen
- Verringerung der Zylinderanzahl

Der Verbrauch eines Verbrennungsmotors hängt bei gleicher Belastung überwiegend von seinem Hubraum ab. Ein Motor mit kleinerem Hubraum hat durch kleinere Zylinderwandungs- und Brennraumflächen geringere Verluste. Wenn im Teillastbetrieb Zylinder abgeschaltet werden, spricht man von dynamischem Downsizing. Meist ist ein kleinerer Motor leichter und wird schneller betriebswarm. Bei geringerem Motorgewicht sinkt das Gesamtgewicht des Fahrzeugs entsprechend, wodurch die Belastung des Motors sinkt; das Fahrzeug kommt mit weniger Motorleistung auf gleiche Geschwindigkeiten/Beschleunigung. In Einzelfällen (zum Beispiel beim Mercedes E500 4-matic V8) können Downsizing-Motoren durch das zusätzliche Gewicht der Turbolader (teilweise werden zwei Turbolader verbaut) und des Ladeluftkühlers auch deutlich schwerer als Ihre nicht größeren Vorgängermotoren sein, diese haben dann in der Regel aber auch mehr Leistung.
Saab war ein Pionier des Downsizings und führte bereits in den 1970er Jahren Turbomotoren mit kleinerem Hubraum ein, um Leistung und Effizienz zu optimieren. Während Konkurrenten wie Opel oder Ford noch auf große, verbrauchsintensive Sechszylinder setzten, zeigte Saab, dass kleinere Motoren durch Turboaufladung vergleichbare Leistungen erzielen können. Dieses Prinzip wurde später von vielen Herstellern übernommen, darunter Volkswagen mit dem EA888-Motor oder BMW mit seinen modularen Zweiliter-Turbomotoren.
Herausragende „Downsizing-Motoren“ sind zum Beispiel der Fiat Twin-Air mit 875 cm³ Hubraum, der Ford EcoBoost 1.0 l, sowie die VW 1,4-l-TSI-Motoren. Die VW-TSI- sowie Ford-EcoBoost-Motoren sind leistungsfähig genug, um bis in die Mittelklasse verwendet zu werden, in der bisher der Hubraum nur sehr selten unter 1,5 Litern lag. Der VW-Motor ersetzte in den Modellen des Konzerns fast alle 2,0-l-Saugmotoren.

### Kontroverse über die Haltbarkeit der Motoren
Die Haltbarkeit von Downsizing-Motoren gilt als umstritten. Insbesondere die Steuerkettendefekte der 1.4L-TSI-Volkswagen-Motoren galten hier als Beispiel; diese Defekte waren allerdings auf Produktionsfehler der Steuerketten zurückzuführen und traten auch bei großvolumigen Motoren auf. Die Turbolader der Downsizing-Motoren gelten bei sachgemäßer Wartung als sehr robust.

### Kritik
- Als problematisch gelten insbesondere bei den Ottomotoren die Rußpartikelentwicklung, welche teilweise effizienzverringernde Abgasnachbereinigungen (Rußpartikelfilter) notwendig machen.[9]
- Bei Dieselmotoren wiederum verstärkt das Downsizing die Stickoxidemissionen, die ohnehin höher sind als bei Ottomotoren, sodass  Abgasnachbehandlungen wie die Selektive katalytische Reduktion notwendig werden.[10]
- Die Verkleinerung führt vor allem zu Effizienzsteigerungen im Teillastbetrieb. Unter Volllast wird oft keine Verbesserung erreicht; gelegentlich ergibt sich dann sogar ein höherer Kraftstoffverbrauch.[11]

### Auswirkungen
Eine weitere Maßnahme des Downsizings ist das Anbieten von Autos – zum Beispiel Kleinwagen – mit Ausstattungsmerkmalen, die bisher nur in wesentlich höheren Fahrzeugklassen erhältlich waren. Dies kann Kunden dazu bewegen, sich ein deutlich verbrauchsgünstigeres Fahrzeug zu kaufen. In sehr ähnlicher Weise haben einige Hersteller die Modelle der Mittelklasse und oberen Mittelklasse zusammengelegt – die neuen Modelle vereinen Gewicht und Ausmaße der Mittelklasse mit Ausstattungsmerkmalen der oberen Mittelklasse oder Oberklasse.

## Immobiliensektor
Vor allem in Amerika nahm in den letzten 50 Jahren die Größe der Wohnfläche von Einfamilienhäusern ständig zu, obwohl statistisch gesehen die Anzahl der in einem Haushalt zusammenlebenden Personen sank. Durch ein zunehmendes Umweltbewusstsein in den letzten zehn Jahren und nicht zuletzt durch die Finanzkrise ab 2007, die mit der Immobilienkrise in den USA begann, entstand eine Gegenbewegung: das Small House Movement. Die Befürworter dieses (Gesund-)Schrumpfungsprozesses heben zum einen die finanziellen Vorteile kleinerer Wohnhäuser hervor, zum anderen die Ressourcenschonung und eine Vereinfachung des Lebens durch die Konzentration auf das Wesentliche.

## Informationstechnik
Bei Informationssystemen wird oftmals statt mehrerer Server für je einen Zweck ein sehr großer Server angeschafft, auf dem dann eine Virtualisierung eingesetzt wird. Hierdurch verteilen sich die Ressourcen zum größten Teil dynamisch; dieses Konzept verbraucht weniger Strom.
Als Arbeitsplatzrechner werden statt vollwertiger, aber eigentlich überdimensionierter Personal Computer kleine Systeme wie etwa Thin-Clients oder auch Nettops eingesetzt. Diese haben keine – in diesem Bereich überflüssigen – Multimedia-Fähigkeiten.

## Management
Im angloamerikanischen Raum wird der Begriff Downsizing häufig im Bereich Management benutzt und beschreibt eine Reduktion der Ausgaben (zum Beispiel durch Massenentlassungen) bei gleichzeitiger Beibehaltung des Outputs. Dadurch wird die Produktivität pro Mitarbeiter gesteigert. Häufig gehen diese Maßnahmen auch mit Outsourcing und Werksschließungen einher. Das Wort hat eine euphemistische Konnotation, denn es klingt mit, ein Unternehmen werde verkleinert (weniger Input, weniger Output). Tatsächlich wird mehr Leistung verlangt (Arbeitsverdichtung, Job-Enlargement und/oder Job-Enrichment).
Nach einer britischen Studie ist die Art, in der Downsizing durchgeführt wird, für den Erhalt der Motivation der Mitarbeiter entscheidend, und zwar mehr als der Umfang der Entlassungen für sich genommen. Ein schlecht durchgeführter Prozess des Downsizing wird als Bruch des psychologischen Vertrags interpretiert, und es verringert sich der Einsatz der verbleibenden Mitarbeiter.